# صورت فلکی (فیلم)
صورت فلکی (انگلیسی: Constellation) فیلمی در ژانر رمانتیک است که در سال ۲۰۰۵ منتشر شد. از بازیگران آن می‌توان به بیلی دی ویلیامز، گابریله یونیون، هیل هارپر و زویی سالدانا اشاره کرد.